# کولترین ۵۸۹۳
سیارک ۵۸۹۳ (به انگلیسی: 5893 Coltrane، نامگذاری:1982EF) پنج هزار و هشتصد و نود و سومین سیارک کشف شده‌است که در ۱۵ مارس ۱۹۸۲ کشف شد.